# Щедрин, Михаил Иванович
Михаил Иванович Щедрин (1899 — 1971) — советский военачальник, генерал-майор (1943). Начальник штаба 31-й армии в период Великой Отечественной войны.

## Биография
Родился 11 января 1899 года в  деревне Роменица, Тульской губернии.
С 1918 года призван в ряды РККА служил в войсках на различных командно-штабных должностях.  С 1918 по 1922 год был участником Гражданской войны, в том числе с белополяками. С 1930 по 1934 год обучался в  Военной академии РККА имени М. В. Фрунзе. С 1937 года служил на штабных должностей в Московском военном округе.
С октября по декабрь 1941 года — начальник штаба 119-й стрелковой дивизии. С 21 декабря 1941 по 2 мая 1942 года — начальник штаба 5-й стрелковой дивизии, в декабре 1941 года распоряжением СВГ дивизия была передана в состав 31-й армии Калининского фронта для участия в контрнаступлении под Москвой, с конца декабря в составе дивизии был  участником Калининской наступательной операции. С 28 августа по 24 сентября 1942 года — командир 133-й стрелковой дивизии. 
С 1942 по 1943 год — заместитель начальника штаба 31-й армии по временному пункту управления (ВПУ). С 30 июля 1942 года принимал участие в разработке Первой Ржевско-Сычёвской стратегической наступательной операции, при его активном участии был разработан план прорыва долговременной полевой обороны противника на реке Держа и наступления на город Зубцов, в результате этой операции были уничтожены и разгромлены части 10-й, 129-й, 161-й и 328-й пехотных дивизий, за эту операцию был награждён орденом Красного Знамени. С 25 ноября 1942 года в составе армии и флота участвовал во Второй Ржевско-Сычёвской наступательной операции. С марта 1943 года участвовал в ликвидации вражеского плацдарма Ржев-Вязьма-Гжатск, за эту операцию был награждён орденом Суворова II степени. 
С 27 февраля по 9 мая 1945 год — начальник штаба 31-й армии в составе Западного, Калининского и 3-го Белорусского фронтов. С 7 августа 1943 года в составе Смоленской стратегической наступательной операции. 1 сентября 1943 года Постановлением СМ СССР М. И. Щедрину было присвоено звание генерал-майор. С 3 февраля 1944 года участвовал в Витебской наступательной операции. С 23 июня 1944 года был участником Белорусской наступательной стратегической операции «Багратион». 15 апреля 1945 года за осуществление ликвидации вражеской группировки юго-западнее города Кенигсберг и овладение этим городом был награждён орденом Кутузова I степени. 2 января 1945 года за разработку операции по прорыву долговременной обороны противника и преследования его в Восточной Пруссии во время Восточно-Прусской наступательной операция был награждён вторым орденом Красного Знамени. С 6 по 11 мая 1945 года в составе армии и фронта участвовал в Пражской наступательной операции.
С 1945 по 1950 год на педагогической работе в Военной академии имени М. В. Фрунзе.
Скончался 29 марта 1971 года в Москве, похоронен на Ваганьковском кладбище.

## Награды
- Орден Ленина (30.04.1945)
- три ордена Красного Знамени (24.01.1943, 03.11.1944, 15.11.1950)
- Орден Кутузова I степени (19.04.1945) и II степени (09.04.1943)
- Орден Суворова II степени (28.09.1943)
- Орден Богдана Хмельницкого II степени (04.07.1944)
- Юбилейная медаль «XX лет Рабоче-Крестьянской Красной Армии» (1938)
- Медаль «За оборону Москвы» (12.10.1944)
- Медаль «За взятие Кенигсберга» (1945)
- Медаль «За освобождение Праги» (1945)
- Медаль «За победу над Германией в Великой Отечественной войне 1941—1945 гг.» (1945)
- Медаль «В память 800-летия Москвы» (1947)
- Медаль «30 лет Советской Армии и Флота» (1948)[8][12]